# Wang Lei (dinastia Han)
|  | Per altres persones anomenades igual, vegeu Wang Lei. |

En aquest nom xinès, el cognom és Wang.
Wang Lei (mort el 211 EC) va ser un ministre servint sota el senyor de la guerra Liu Zhang durant el període de la tardana Dinastia Han Oriental de la història xinesa. Wang Llei es va fer conegut entre tots els servents de Liu Zhang, ja que es va penjar a si mateix l'inrevés des de la paret del castell per advertir a Liu Zhang contra l'acollida de Liu Bei. Quan els advertiments de Wang Lei no van ser escoltats per Liu Zhang, ell es va tallar la corda i va caure cap a la seva mort.